# PGA Championship

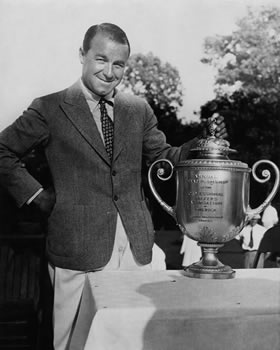
Gene Sarazen, trojnásobný vítěz PGA Championship (1922, 1923, 1933) s pohárem pro vítěze

PGA Championship (mimo Spojené státy americké často uváděn pod názvem USPGA Championship) je každoroční golfový turnaj, pořádaný americkou organizací klubových golfových profesionálů PGA of America (Sdružení amerických profesionálních golfistů). Jde o jeden ze čtyř major turnajů profesionálního golfu a je obvykle posledním majorovým turnajem sezóny, hraným v polovině srpna, třetí víkend před víkendem Svátku práce (Labor Day). Jedná se o oficiální turnaj golfových sérií PGA Tour, European Tour a Japan Golf Tour s dotací 10,5 milionů USD.

## Historie
První turnaj PGA Championship se konal v říjnu 1916 v Siwanoy Country Club v Bronxville, státě New York. Vítěz, Jim Barnes, obdržel 500 amerických dolarů a zlatou medaili posetou diamanty od Rodmana Wanamakera. Vítěz ročníku 2017, Justin Thomas si vydělal 1.89 milionů USD. Šampionu turnaje je současně udělena replika Wanamaker Trophy od Wanamakera, kterou má v držení jeden rok, a taktéž zmenšená replika Wanamaker Trophy.

## Formát
Z počátku se turnaj PGA Championship hrál ve formátu na jamky a konal se začátkem podzimu. Později byl hrán v různých obdobích roku od května do prosince. Od 2. světové války se konal povětšinou koncem května nebo koncem června, ročník 1953 pak začátkem července a ročníku 1954 dokonce o pár týdnů později s finálovým kolem hraným v úterý. Při hře na jamky (s kvalifikací hranou na rány) nebylo pro finalisty ničím neobvyklým hrát více než 200 jamek v sedmi dnech. Po vyhozených penězích v ročníku 1957 došlo v listopadu na PGA setkáních ke změně formátu turnaje ze hry na jamky na hru na rány od ročníku 1958 se standardním formátem 72 jamek – 18 jamkami hranými ve 4 dnech od čtvrtka do neděle.
V průběhu 60. let se PGA Championship pětkrát hrál týden po turnaji The Open Championship, což hráčům prakticky znemožnilo soutěžit v obou major turnajích. V roce 1965 se poprvé hrálo v srpnu. V roce 1971 došlo na jeden rok k přesunu na únor. V roce 2016 se turnaj hrál koncem července, dva týdny po turnaji The Open Championship vzhledem k probíhajícím Letním olympijským hrám.

## Místo konání
PGA Championship se hraje především ve východní polovině Spojených států amerických, jen v deseti případech na západě. Naposledy byl pořádán v Pacifickém časovém pásmu před dvaceti lety, v roce 1998 na Sahalee Country Clubu v Seattlu. V Kalifornii se turnaj naposledy hrál v roce 1995, na Riviéře. 102. ročník v roce 2020 se má konat v TPC Harding Parku v San Francisku, poprvé v oblasti Bay Area a navrátí se do Kalifornie po čtvrt století. Až do roku 2018 hostily turnaj státy New York (12×), Ohio (11×) a Pensylvánie (9×).
100. ročník turnaje se konal v roce 2018 na hřišti Bellerive Country Club v Town and Country, v St. Louis, ve státě Missouri.

### Budoucí ročníky
Stručný přehled plánovaných turnajů:
| Rok  | Ročník | Hřiště                   | Místo                  | Datum  | Naposledy hostilo |
| ---- | ------ | ------------------------ | ---------------------- | ------ | ----------------- |
| 2022 | 104.   | Trump National Golf Club | Bedminster, New Jersey | květen | Nikdy             |
| 2023 | 105.   | Oak Hill Country Club    | Rochester, New York    | květen | 1980, 2003, 2013  |
| 2024 | 106.   | Valhalla Golf Club       | Louisville, Kentucky   | květen | 1996, 2000, 2014  |